# Siedlisko (Jaszczurowa)
Siedlisko – część wsi Jaszczurowa w Polsce położona w województwie małopolskim, w powiecie wadowickim, w gminie Mucharz.
W latach 1975–1998 miejscowość należała do województwa bielskiego.